# Copa Tungsram
La Copa Tungsram era una competición de waterpolo masculino para selecciones internacionales que se celebraba en Budapest, Hungría. Era una de las competiciones no oficiales más importantes en las décadas de 1970 y 1980.
El nombre de Tungsram se debe a que es el nombre de una compañía de luminarias húngara.

## Historial
Estos son los ganadores de Copa:
| N.º | Año  | Oro             |
| --- | ---- | --------------- |
| VII | 1984 | Unión Soviética |
| VI  | 1982 | Países Bajos    |
| V   |      | Yugoslavia      |
| IV  |      | Hungría         |
| III |      | Hungría         |
| II  | 1972 | Hungría         |
| I   | 1971 | Hungría         |